# Epacris apsleyensis
Epacris apsleyensis là một loài thực vật có hoa trong họ Thạch nam. Loài này được Crowden mô tả khoa học đầu tiên năm 1986.